# Иван Иванович Долгий
Иван Иванович Долгий (XV век) — князь Ростово-Борисоглебский, внук ростовского князя Александра Константиновича.
Совместно с двоюродным братом Владимиром Андреевичем и со всеми своими детьми и с «братаничи» зимой 1474 года «продаша великому князю Московському Ивану Васильевичю… свою отчину, половину Ростова со всем» (Борисоглебскую; Сретенская половина продана была раньше).
Дети его не были уже удельными князьями и писались, по вотчине, князьями Пужбольскими-Ростовскими, которых было лишь три поколения.